# سایگون تایمز اسکوئر

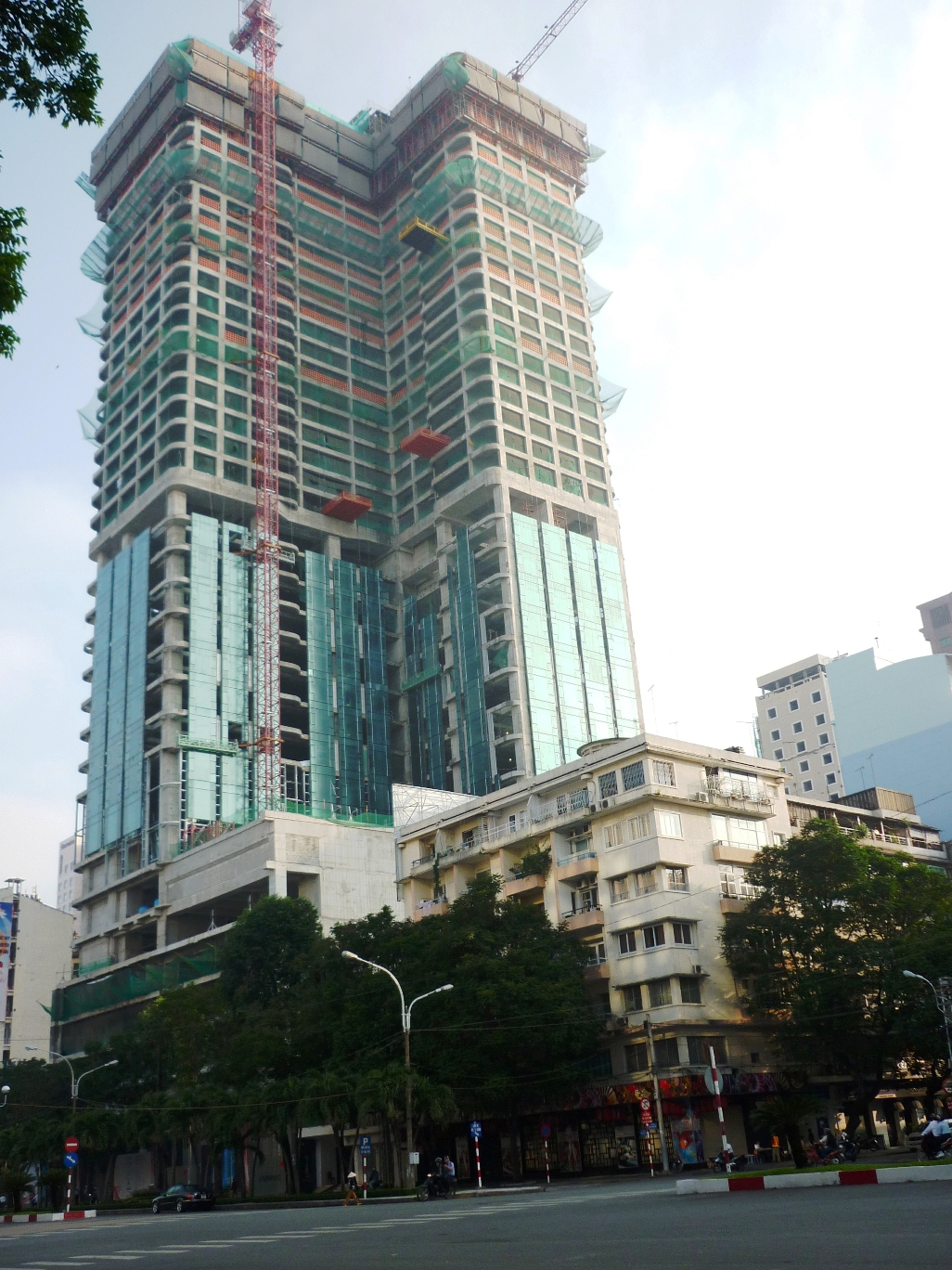
سایگون تایمز اسکوئر

سایگون تایمز اسکوئر (انگلیسی: Saigon Times Square) ساختمان اداری، تجاری و مسکونی ۳۹ طبقه مستقر در شهر هوشی‌مین، ویتنام است، که در سال ۲۰۱۱ احداث گردید.